# Yuan Bao

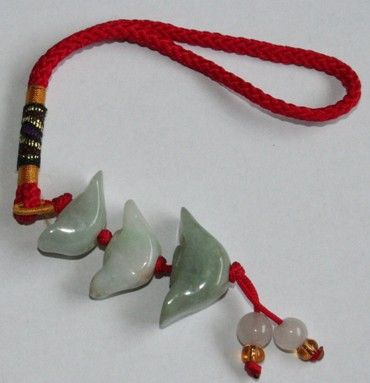
Drei Yuan Bao an einem Anhänger

Yuan Bao (chinesisch 元寶 / 元宝, Pinyin yuánbǎo) ist ein chinesisches Glückssymbol, ähnlich dem Schwein im Deutschen. Im Chinesischen bedeutet Yuan Bao vor allem reich und erfolgreich im Beruf zu werden. In genormten Größen in Gold gegossen war das Yuan Bao früher offizielles Zahlungsmittel. Es gibt auch Münzen, die Yuan Bao genannt werden. Hier wurde die Idee der genormten Goldmenge übertragen auf die genormte Prägung, welche nun anstatt des reinen Gewichts den Wert des Zahlungsmittels bestimmte.